# 星宿增二
長蛇座24，又名BD-08 2623，HD 79931、SAO 136728、HR 3683，是長蛇座的一颗恒星，视星等为5.47，位于銀經239.73，銀緯26.85，其B1900.0坐标为赤經9h 11m 47.4s，赤緯-8° 26.85′ 38″。